# Кудо, Мами
Мами Кудо (яп. 工藤真実 Кудо Мами, род. 17 июля 1964) — японская бегунья на сверхмарафонские дистанции, чемпионка мира в суточном беге (2013), бывшая обладательница мировых рекордов в суточном (по стадиону и шоссе) и 2-суточном беге.

## Результаты

### Соревнования
| Год  | Соревнования   | Город      | Дата          | Дистанция    | Результат    | Место |
| ---- | -------------- | ---------- | ------------- | ------------ | ------------ | ----- |
| 2008 | Чемпионат мира | Сеул       | 18—19 октября | Суточный бег | 227,838 км   | 4     |
| 2012 | Чемпионат мира | Сереньо    | 22 апреля     | 100 км       | 7:48.05      | 4     |
| 2012 | Чемпионат мира | Катовице   | 8—9 сентября  | Суточный бег | 122,00486 км | 82    |
| 2013 | Чемпионат мира | Стенберген | 11—12 мая     | Суточный бег | 252,205 км   | I     |

### Мировые рекорды
| Дистанция              | Результат  | Город      | Дата          |
| ---------------------- | ---------- | ---------- | ------------- |
| Суточный бег (стадион) | 254,425 км | Тайбэй     | 12/13.12.2009 |
| Суточный бег (стадион) | 255,303    | Тайбэй     | 10/11.12.2011 |
| Суточный бег (шоссе)   | 252,205 км | Стенберген | 11/12.05.2013 |
| 48-часовой бег         | 368,687 км | Афины      | 8—10.04.2011  |